# Две сестры (картина Гогена)
«Две сестры» (таит. Piti Teina, фр. Deux sœurs) — картина французского художника-постимпрессиониста Поля Гогена, входящая в его Таитянский цикл, из собрания Государственного Эрмитажа.

## Описание
На картине изображены две девочки: старшая, лет десяти, одетая в розовое платье, положила левую руку на плечо своей младшей сестры, лет пяти—шести, на которой красное платье. Взгляды девочек направлены в разные стороны. Слева дано внизу название картины на таитянском языке Piti Teina (в переводе на русский язык — Две сестры) и подпись художника с датой P Gauguin 92.
Картина написана в 1892 году, во время первой поездки Гогена на Таити. В таитянском альбоме с рисунками, хранящемся в Лувре, имеются два карандашных наброска с портретами девочек, демонстрирующие явное портретное сходство с персонажами картины. Там же написаны имена этих девочек: старшую зовут Тетуа, младшую Техапаи. Существует ещё отдельный рисунок с изображением старшей девочки, Тетуа (бумага, чернила, карандаш, 16,5 × 10,7 см); этот рисунок находится в частной коллекции (8 мая 2013 года он выставлялся на торги в аукционном доме «Сотбис»). Несмотря на то, что эти рисунки были опубликованы еще в 1954 году, долгое время считалось что они самостоятельны, поскольку картина оставалась неизвестной исследователям. В каталоге-резоне творчества Гогена под № 425 был приведён другой рисунок Гогена с изображением Тетуа, датируемый 1891 годом — «Маленькая таитянка с поднятыми руками»; рисунок этот принадлежал Уильяму Палею и ныне находится в Нью-Йорке в Музее современного искусства. Позже композиция этого рисунка была повторена в наброске «Таитянская девочка в розовом парео», хранящемся в Чикагском институте искусств.

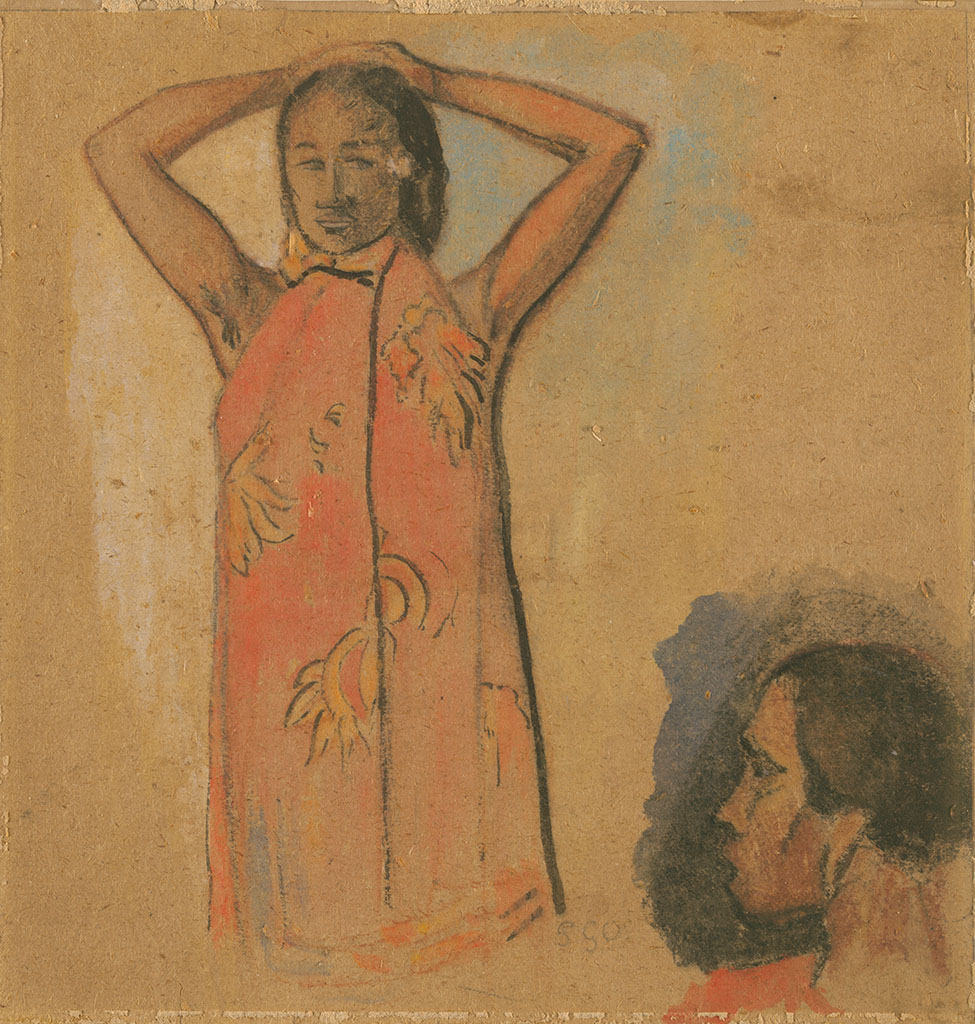
«Маленькая таитянка с поднятыми руками». Нью-Йоркский музей современного искусства.
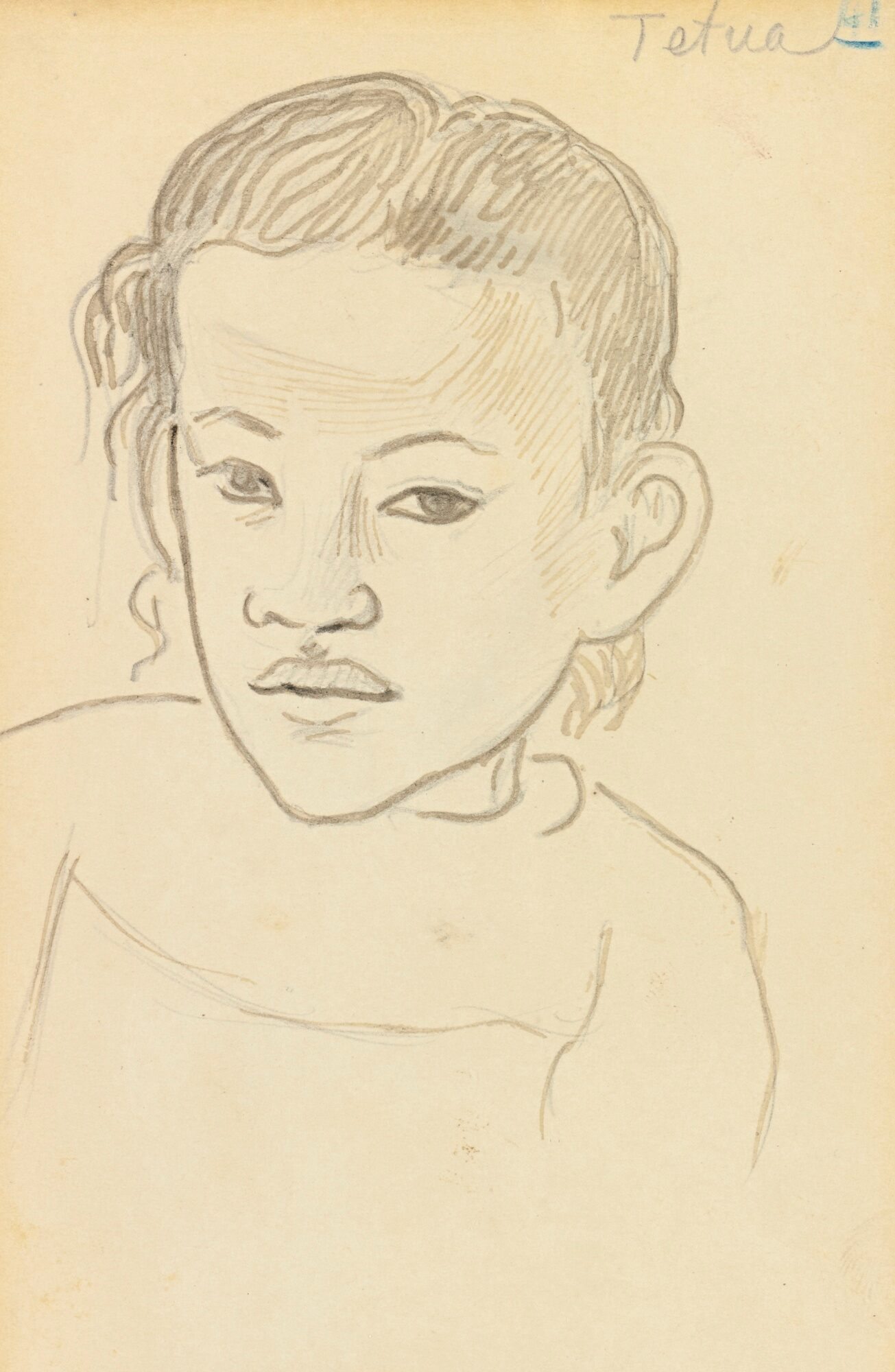
«Тетуа». Частная коллекция

## Провенанс
Первое упоминание картины в литературе (без репродукции) было сделано в 1895 году: она значилась в каталоге распродажи картин Гогена, устроенной для финансирования его второй поездки на Таити. В 1949 году состоялось второе упоминание картины в литературе: в каталоге ретроспективной выставки Гогена в Париже был опубликован список первой таитянской распродажи картин Гогена с указанием, что она была приобретена М. Слевински за 430 франков. На той распродаже картину купил друг и ученик Гогена польский художник Владислав Слевинский. Перед возвращением в Польшу в начале 1900-х годов Слевинский распродал свою коллекцию, «Две сестры» были выставлены на продажу в парижском аукционном доме «Отель Друо», где впоследствии картину приобрёл немецкий предприниматель и коллекционер Отто Кребс. С тех пор о картине долгое время ничего не было известно, а луврские и нью-йоркские рисунки считались самостоятельными произведениями. 
В научном каталоге-резоне картин Поля Гогена, изданном Ж. Вильденштейном в 1964 году, она значилась под № 479 и имелось указание, что картина не идентифицирована (то есть упоминание этой картины в литературе на момент составления каталога было невозможно соотнести ни с одной известной работой Гогена). Там же сказано, что, по мнению польской исследовательницы В. Яворской, под названием «Две сестры» фигурировала пастель с изображением двух бретонских девочек, также принадлежавшая В. Слевинскому; однако сам Вильденштейн справедливо предположил, что картина относится к первому таитянскому периоду Гогена и была написана около 1891—1892 годов, и, соответственно, поместил её в этот раздел каталога.
Картина хранилась в хольцдорфском поместье Кребса под Веймаром, во время Второй мировой войны коллекция Кребса была спрятана в специально-оборудованном сейфе-тайнике, построенном под одной из хозяйственных построек поместья. В 1945 году Хольцдорф был занят советскими войсками, в поместье Кребса расположилось управление Советской военной администрации в Германии. Коллекция была обнаружена и описана на месте советскими трофейными командами, занимающимися сбором произведений искусства и вывозом их в СССР, после чего отправлена в Государственный Эрмитаж, где долгое время хранилась в запасниках и не была известна широкой публике и даже большинству исследователей; мало того, на Западе считалось, что коллекция Кребса погибла во время Второй мировой войны.
Впервые картина была показана публике лишь в 1995 году на Эрмитажной выставке трофейного искусства; с 2001 года числится в постоянной экспозиции Эрмитажа и с конца 2014 года выставляется в Галерее памяти Сергея Щукина и братьев Морозовых в здании Главного Штаба (зал 411).